# Ökörszemfélék

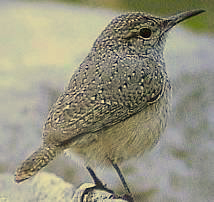
Sziklai ökörszem (Salpinctes obsoletus)

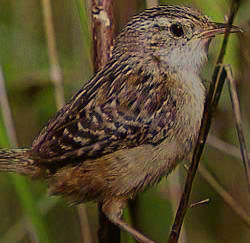
Cistothorus platensis

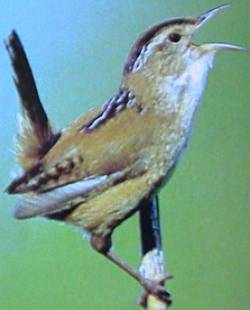
Mocsári ökörszem (Cistothorus palustris)

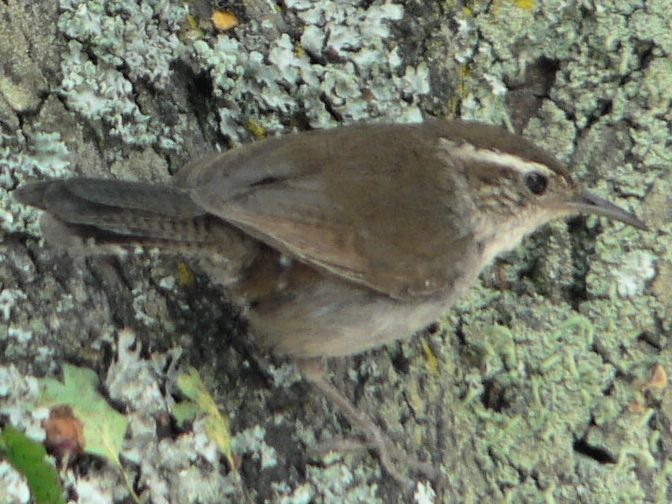
Fehérhasú ökörszem (Thryomanes bewickii)

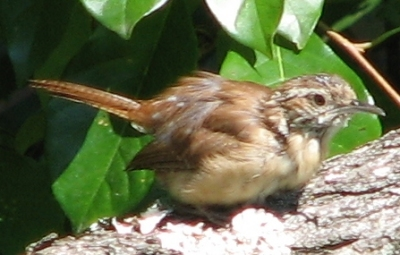
Karolinai ökörszem (Thryothorus ludovicianus)

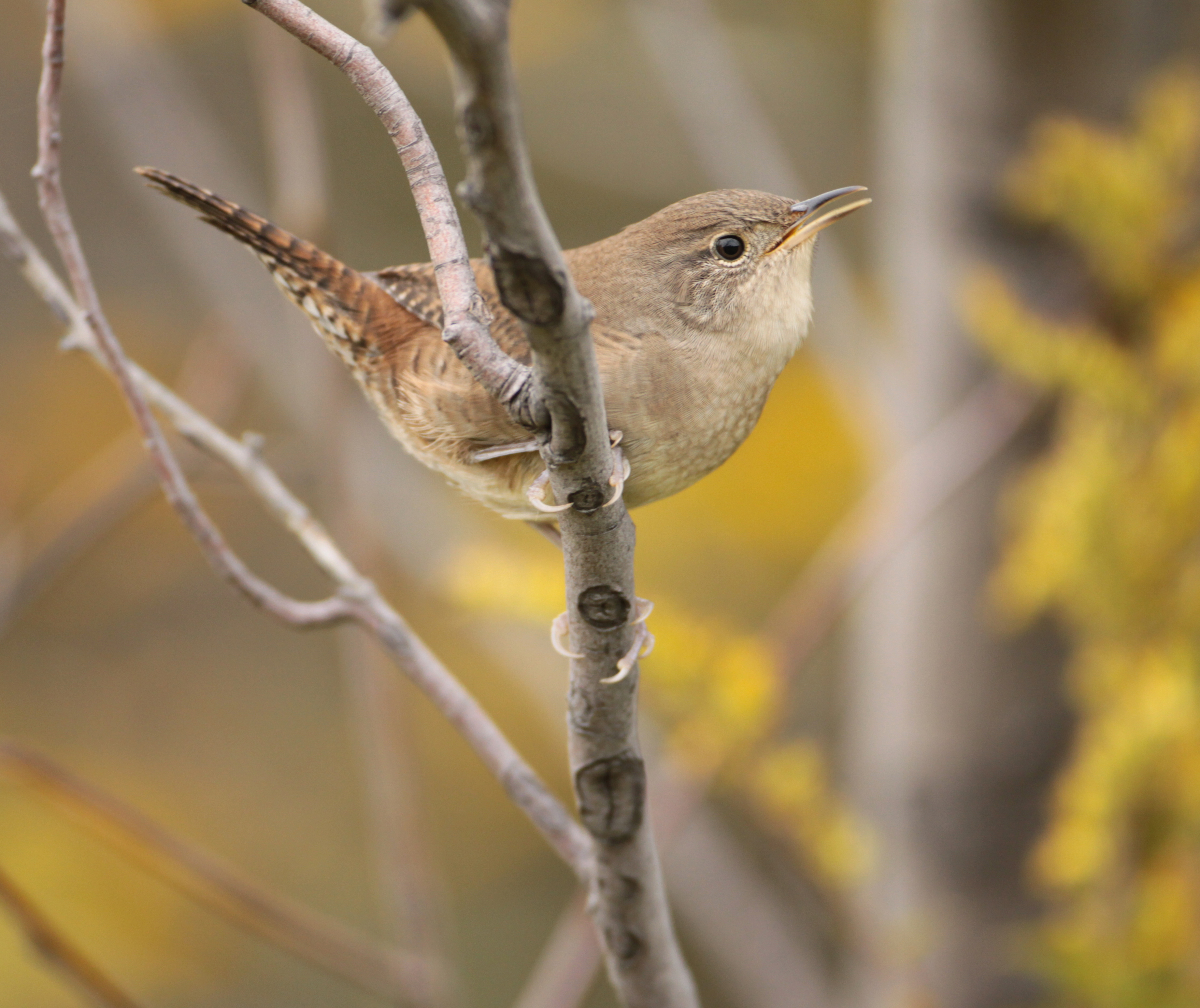
Indiánökörszem (Troglodytes aedon)

Az ökörszemfélék (Troglodytidae) a madarak osztályának verébalakúak (Passeriformes) rendjébe tartozó család.
Ajnövényzet között élő, kis termetű, felcsapott farkú énekesmadarak.

## Rendszerezés
A családba az alábbi alcsaládok, nemek és fajok tartoznak:

### Salpinctinae
A Salpinctinae alcsaládba az alábbi 5 nem tartozik:
- Catherpes – 1 faj
- Hylorchilus – 2 faj
- Microcerculus – 4 faj
- Odontorchilus – 2 faj
- Salpinctes – 1 faj

### Troglodytinae
A Troglodytinae alcsaládba az alábbi 4 nem tartozik:
- Nannus – 3 faj
- Ferminia – 1 faj
- Cistothorus  – 5 faj
- Thryorchilus (Oberholser, 1904) – 1 faj
  - bambuszökörszem (Thryorchilus browni)
- Troglodytes – 12 faj

### Thryothorinae
A Thryothorinae alcsaládba az alábbi  nem tartozik:
- Thryomanes   (Sclater, 1862) – 1 faj
  - fehérhasú ökörszem (Thryomanes bewickii)

- Thryothorus (Vieillot, 1816) – 1 faj
  - karolinai ökörszem (Thryothorus ludovicianus)

- Campylorhynchus (Spix, 1824) – 15 faj

- Cinnycerthia (Lesson, 1844) – 4 faj
  - vörhenyes ökörszem (Cinnycerthia unirufa)
  - Cinnycerthia olivascens
  - szépia ökörszem (Cinnycerthia peruana)
  - Cinnycerthia fulva

- Cantorchilus – 11 faj
  - Cantorchilus griseus vagy Thryophilus griseus
  - szürke ökörszem (Cantorchilus griseus vagy Thryothorus griseus)
  - csíkostorkú ökörszem (Cantorchilus leucopogon vagy Thryothorus leucopogon)
  - csíkosmellű ökörszem (Cantorchilus thoracicus vagy Thryothorus thoracicus)
  - fakó ökörszem (Cantorchilus modestus vagy Thryothorus modestus)
  - ártéri ökörszem (Cantorchilus semibadius vagy Thryothorus semibadius)
  - gesztenyeszínű ökörszem (Cantorchilus nigricapillus vagy Thryothorus nigricapillus)
  - pápaszemes ökörszem (Cantorchilus superciliaris vagy Thryothorus superciliaris)
  - fehérfülű ökörszem (Cantorchilus leucotis vagy Thryothorus leucotis)
  - Guarayo ökörszem (Cantorchilus guarayanus vagy Thryothorus guarayanus)
  - hosszúcsőrű ökörszem (Cantorchilus longirostris vagy Thryothorus longirostris)

- Thryophilus – 4 faj
  - barkós ökörszem (Thryophilus rufalbus vagy Thryothorus rufalbus)
  - Niceforo-ökörszem (Thryophilus nicefori vagy Thryothorus nicefori)
  - Sinaloa-ökörszem (Thryophilus sinaloa vagy Thryothorus sinaloa)
  - sávos ökörszem (Thryophilus pleurostictus vagy Thryothorus pleurostictus)

- Cyphorhinus  (Cabanis,  1844) – 3 faj
  - barnamellű ökörszem (Cyphorhinus thoracicus)
  - Cyphorhinus phaeocephalus
  - dalos ökörszem (Cyphorhinus arada vagy Cyphorhinus aradus)

- Uropsila (Sclater & Salvin, 1873) – 1 faj
  - Uropsila leucogastra

- Henicorhina (Sclater & Salvin, 1868) – 4 faj
  - fehérhasú erdeiökörszem (Henicorhina leucosticta)
  - csíkosszárnyú erdeiökörszem (Henicorhina leucoptera)
  - szürkehasú erdeiökörszem (Henicorhina leucophrys)
  - Henicorhina negreti

- Pheugopedius – 12 faj
  - feketetorkú ökörszem (Pheugopedius atrogularis vagy Thryothorus atrogularis)
  - tarkaképű ökörszem (Pheugopedius felix vagy Thryothorus felix)
  - Pheugopedius sclateri vagy Thryothorus sclateri
  - vörösbegyű ökörszem (Pheugopedius rutilus vagy Thryothorus rutilus)
  - foltosmellű ökörszem (Pheugopedius maculipectus vagy Thryothorus maculipectus)
  - kormosfejű ökörszem (Pheugopedius spadix vagy Thryothorus spadix)
  - feketehasú ökörszem (Pheugopedius fasciatoventris vagy Thryothorus fasciatoventris)
  - Pheugopedius genibarbis vagy Thryothorus genibarbis
  - Coraya-ökörszem (Pheugopedius coraya vagy Thryothorus coraya)
  - Pheugopedius mystacalis vagy Thryothorus mystacalis
  - Fraser-ökörszem (Pheugopedius euophrys vagy Thryothorus euophrys)
  - inka ökörszem (Pheugopedius eisenmanni vagy Thryothorus eisenmanni)
- Donacobius (Swainson, 1831) – 1 faj
  - óriásökörszem vagy mocsári gezerigó (Donacobius atricapillus)

- - feketetorkú ökörszem (Thryothorus atrogularis)